# Jan Zarewicz
Jan Zarewicz (ur. ok. 1809, zm. 15 maja 1885 w Sanoku) – aptekarz, burmistrz gminy miasta Sanoka, radny, działacz społeczny.

## Życiorys
Jan Zarewicz urodził się ok. 1809. Z pochodzenia był Rusinem wyznania greckokatolickiego, synem księdza ze Skolego. Został aptekarzem. W Sanoku był właścicielem najstarszej w mieście Apteki Obwodowej, którą wraz z nieruchomością nabył wspólnie z Anną Zarewicz 10 kwietnia 1856 od syna Józefa Szczerbińskiego. Budynek w formie parterowego dworku znajdował się przy ówczesnej ulicy Krakowskiej, w 1894 przemianowanej na ulicę Tadeusza Kościuszki, pod numerem 78, potem 18 (w 1963 zabytkowy obiekt został zburzony). W latach 1883–1892 zarządzał nią Feliks Dobrzyniecki, w 1892 dzierżawcą apteki został Feliks Giela (burmistrz miasta w latach 1905–1914), a we wrześniu 1896 za cenę 75 000 zł zakupił ją na własność od spadkobierców Jana Zarewicza, w latach 1892–1904 jej zarządcami byli upoważnieni wyspecjalizowani farmaceuci, w 1904 aptekę odkupił Tobiasz Dawid Löbl, a w 1906 wykupił ją Marian Kawski (burmistrz miasta w latach 1919–1920).
Był politykiem Polskiego Stronnictwa Demokratycznego (tzw. „galicyjscy demokraci”). Od około 1862 sprawował stanowisko naczelnika gminy w Sanoku (Gemeindevorsteher) w urzędzie obwodowym w Sanoku w ramach cyrkułu sanockiego. W 1862 był wydziałowym. W 1867 został wybrany radnym Sanoka. Od 12 czerwca 1871 był zastępcą burmistrza Sanoka Jana Okołowicza. W 1870 został wybrany ponownie radnym, od 30 czerwca 1873 był zastępcą burmistrza Cyryla Jaksy Ładyżyńskiego i również asesorem, w 1875 znów wybrany radnym i nadal pełnił stanowisko zastępcy Ładyżyńskiego (w tym także asesora), analogicznie w 1878 (w tym roku 14 września jako najstarszy wiekiem był przewodniczącym pierwszej sesji rady). 15 maja 1879 złożył rezygnację z urzędu wiceburmistrza (jego następcą został Aital Witoszyński). W 1881 został ponownie wybrany radnym.
8 lipca 1869 był w składzie delegacji Sanoka na powtórnym pogrzebie szczątków króla Kazimierza III Wielkiego na Wawelu w Krakowie, a w 1883 w delegacji na obchody 200. rocznicy bitwy pod Wiedniem (1683–1883), organizowanych w Krakowie. Zasiadł w składzie komitetu budowy pomnika dla uczczenia 300-lecia unii lubelskiej (1569–1869), umieszczonego 11 sierpnia 1869 na placu Maryi Panny (obecna ulica Grzegorza z Sanoka) i organizował obchody tego wydarzenia w Sanoku (ponadto także Karol Pollak, Szymon Drewiński, Saul Pinales).
Działał społecznie. Jako aptekarz przekazywał lekarstwa na rzecz szpitala sanockiego (należności za nie, pierwotnie wpisane na hipotekę szpitalną, później zostały darowane miastu przez Zarewicza). Był jednym z założycieli Ochotniczej Straży Pożarnej w Sanoku w 1872. Był organizatorem działalności Towarzystwa Oświatowego „Znicz”, zajmującego się krzewieniem oświaty, kultury, czytelnictwa, które było inicjatorem założenia w Sanoku parku miejskiego. W tym celu Jan Zarewicz odstąpił miastu za symboliczną kwotę południowe i wschodnie zbocza góry Stróżni, która od profesji darczyńcy zyskała przydomek „Aptekarka” (obecnie funkcjonuje jako „Góra Parkowa”). Ponadto przekazywał środki finansowe na rzecz funduszu pomocy ubogim.
Zmarł 15 maja 1885 w Sanoku. 17 maja tego roku został pochowany na tamtejszym cmentarzu. Jego żoną była Anna z domu Zauffal (zm. 1870 w wieku 52 lat). Był określany jako „natione Polonus” (z narodowości Polak). Przejawiał to m.in. w przywdziewaniu stroju polskiego, w którym także został pochowany.